# Destinație mortală
Destinație mortală (în engleză: Event Horizon) este un film SF american din 1997 regizat de Paul W. S. Anderson. În rolurile principale joacă actorii Laurence Fishburne, Kathleen Quinlan și Sam Neill. Scenariul este scris de Philip Eisner (și rescris de Andrew Kevin Walker - nemenționat). A fost pe locul #1 la box office în Regatul Unit.

## Prezentare
În anul 2047 un grup de astronauți este trimis să investigheze și să salveze de mult timp dispăruta navă spațială „Event Horizon”. Nava a dispărut misterios cu 7 ani în urmă în timpul primei sale călătorii spațiale, dar apariția sa este și mai misterioasă atunci când echipajul de pe „Lewis și Clark” descoperă că adevărul din spatele dispariției este foarte îngrozitor.

## Rezumat
„Event Horizon” este o navă spațială care a dispărut cu 7 ani în urmă împreună cu echipajul ei. În „prezent” un semnal de alarmă indică faptul că nava a reapărut brusc lângă planeta Neptun. Prin urmare este lansată o misiune de recuperare a navei și a eventualilor supraviețuitori. „Lewis și Clark” este o navă de căutare care abia s-a întors dintr-o misiune și echipajul ei nu este tocmai mulțumit că se vor îndrepta spre Neptun. Căpitanul Miller (Laurence Fishburne) conduce o echipă de profesioniști: navigatorul  Starck (Joely Richardson), tehnicienii Cooper (Richard Jones) și Peters (Kathleen Quinlan), medicul D.J. (Jason Isaacs) și șeful mecanic Justin (Jack Noseworthy). Călătoria spre Neptun durează 58 de zile terestre. Când William Weir (Sam Neill) dezvăluie secretele misiunii, echipajul realizează că nu mai există cale de întoarcere. Weir le spune că tot ceea ce au aflat despre soarta navei este o minciună și că sunt total nepregătiți pentru a înfrunta realitatea.
„Event Horizon” a fost prima navă spațială proiectată pentru călătoria la viteză superluminică, lucru considerat imposibil de majoritatea oamenilor. După ce propulsorul gravitațional a fost activat, nava a dispărut. Weir arată echipajului o scurtă înregistrare despre navă cu țipete inumane înfiorătoare. 
În cele din urmă, „Lewis și Clark” ajunge în apropiere de „Event Horizon”, o navă lugubră în formă de cruce. Echipajul activează biomonitoarele pentru a căuta urme de viață, dar acestea indică lucruri anormale. 

## Distribuție
- Laurence Fishburne este Căpitanul Miller
- Sam Neill este Dr. William Weir
- Kathleen Quinlan este Lt. Peters
- Joely Richardson este Lt. Starck
- Richard T. Jones este Lt. Cooper
- Jack Noseworthy este șeful mecanic Justin
- Jason Isaacs este Lt. Cmdr. D.J.
- Sean Pertwee este Lt. Smith
- Peter Marinker este Captain John Kilpack
- Holley Chant este Claire Weir
- Barclay Wright este Denny Peters
- Noah Huntley este Burning Man / Edward Corrick
- Robert Jezek este Rescue Technician
- Emily Booth este Girl on Monitor (nemenționată)
- Teresa May este Vanessa (nemenționată)